# Ursula Werner

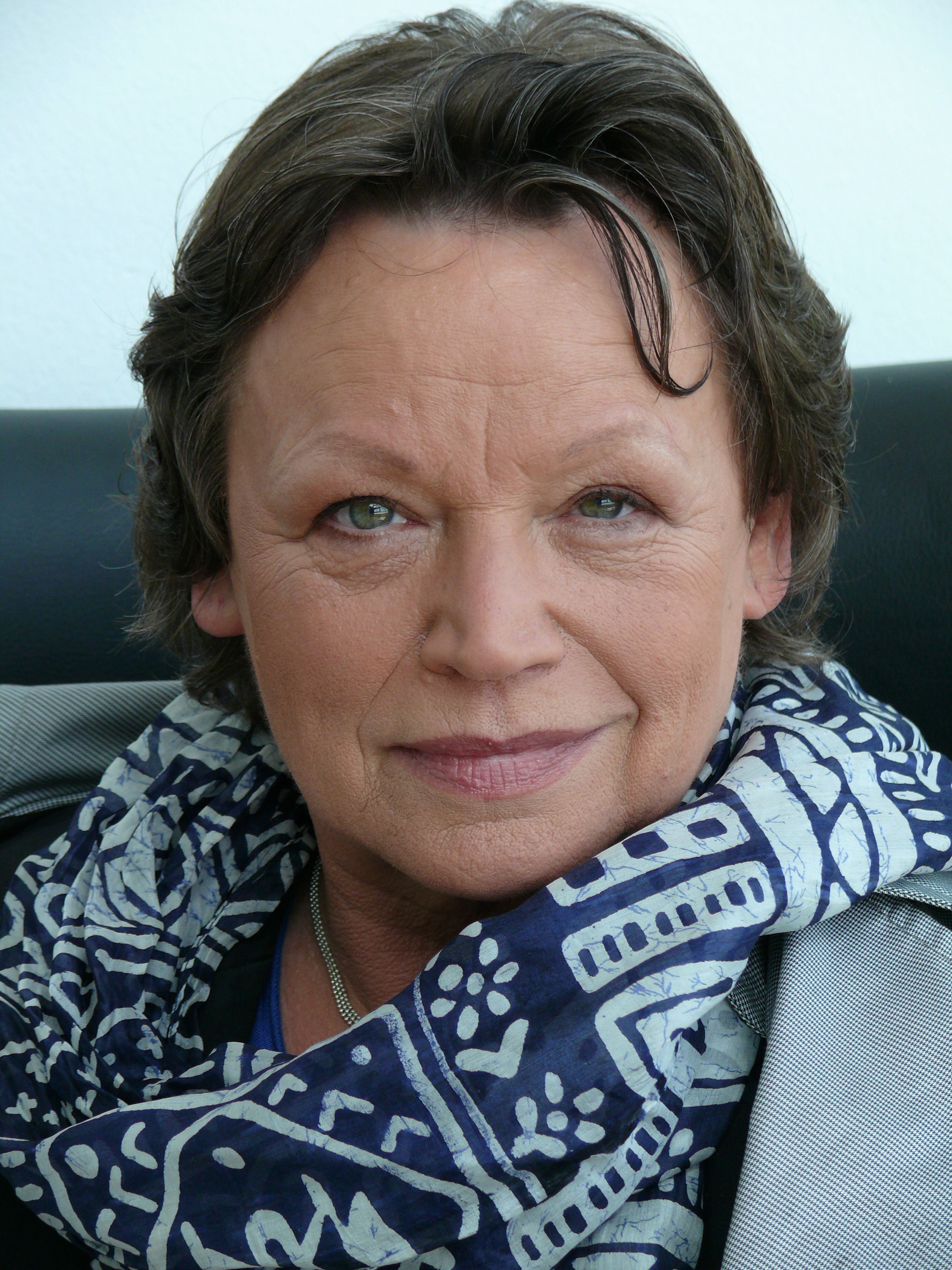
Ursula Werner (2008)

Ursula Werner (* 28. September 1943 in Eberswalde) ist eine deutsche Schauspielerin, Hörspiel- und Synchronsprecherin.

## Leben

### Herkunft und Ausbildung
Ursula Werner wuchs in Friedrichswalde und in Berlin-Prenzlauer Berg auf. An der Schliemann-Oberschule in Berlin machte sie 1961 das Abitur. Im Anschluss erlernte sie im Kollektiv „Wilma Rudolph“ in Berlin-Adlershof den Tischlerberuf. Während des anschließenden Studiums an der Staatlichen Schauspielschule Berlin (1965 bis 1968), der heutigen Hochschule der Schauspielkunst Ernst Busch, machte sie ein Praktikum am Kabarett Die Distel.

### Theater

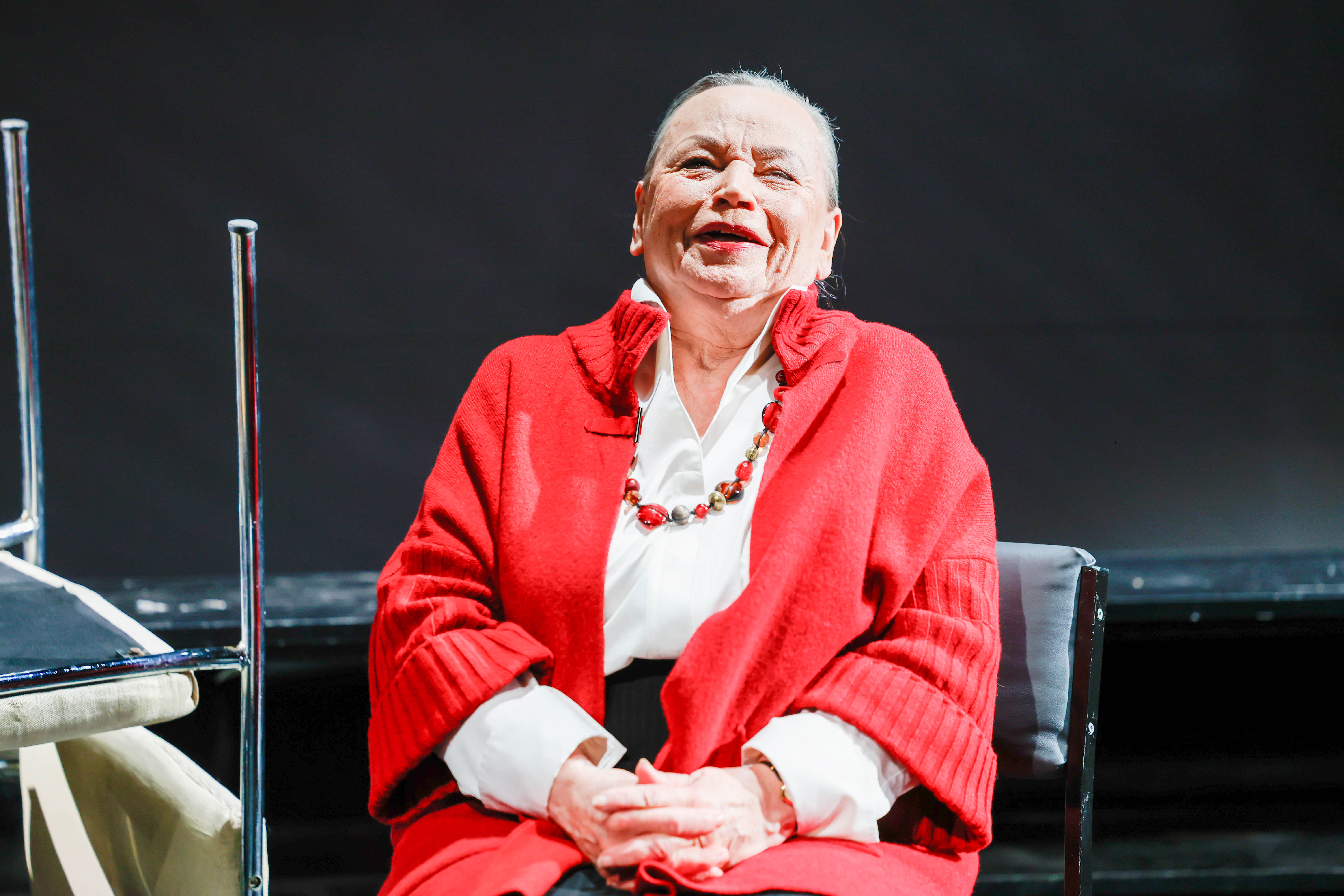
Maxim Gorki Theater, Studio Я (2023)

Ihr erstes Bühnenengagement hatte Werner am Landestheater in Halle an der Saale, wo sie u. a. 1970 als Gretchen mit Kurt Böwe als Faust in Goethes Faust und 1972 als Charlie in Ulrich Plenzdorfs Die neuen Leiden des jungen W. auftrat. Von 1974 bis 2009 war sie festes Ensemblemitglied des Maxim Gorki Theaters in Berlin. Sie ist weiterhin als Gastdarstellerin auf der Gorki-Bühne zu sehen.
Am 13. Mai 2012 hatte Werner Premiere an den Münchner Kammerspielen in der Bühneninszenierung Du mein Tod über die Geschichte des transgeschlechtlichen
Robert Eads. In dem Stück Bauern Sterben war sie ebenfalls an den Münchner Kammerspielen zu sehen, die Premiere fand am 4. Mai 2013 statt.
Die Zusammenarbeit in München geht weiter; ab dem 27. September 2013 spielte sie in Erklär mir, Leben. 2013 war Werner am Ballhaus Ost in der Marionettentheater-Inszenierung Berlin – Ecke Schönhauser… unter dem Regisseur Christian Weise als Erzählerin auf der Bühne zu sehen.
Am 27. September 2019 hatte am Staatsschauspiel Dresden Mutter Courage und ihre Kinder Premiere. Ursula Werner spielt dort die Titelrolle unter der Regie von Armin Petras.

### Film und Fernsehen
Seit 1962 wirkt Werner in zahlreichen Film- und Fernsehproduktionen. Ihr Filmdebüt gab sie an der Seite von Erwin Geschonneck und Marianne Wünscher als Uschi in Helmut Nitzschkes DEFA-Produktion Unsere Straße – unsere Liebe. 1967 spielte sie neben Manfred Krug in einer Doppelrolle als Maria / Moritz in Ralf Kirstens Filmkomödie Frau Venus und ihr Teufel. Ihre bekannteste Rolle hatte sie 1977 in der Hauptrolle als Genossin Dr. phil. Angelika Unglaub in Roland Oehmes Filmkomödie Ein irrer Duft von frischem Heu, die auf dem gleichnamigen Lustspiel von Rudi Strahl basiert.
Im wiedervereinigten Deutschland konnte Werner nahtlos an ihrer Laufbahn in der DDR anknüpfen. Bodo Fürneisen besetzte sie 1992 als ehemalige Sängerin Christiane an der Seite von Christine Schorn, Jutta Wachowiak und Walfriede Schmitt in dem Filmdrama Scheusal, das das Drama von vier Schwestern, die in den 1950er Jahren als Schlagersängerinnen zusammen auftraten, zeigt. Nach einigen kleineren Rollen in Film und Fernsehen verkörperte sie von 2001 bis 2007 in einer ständigen Nebenrolle die Rolle der Frau Mell in der Kinder- und Jugendserie Schloss Einstein. 2008 übernahm sie die Hauptrolle in Andreas Dresens Filmdrama Wolke 9, indem sie eine Frau, die mit Ende 60 ihren älteren Ehemann für einen noch älteren Mann verlässt, spielte. Für ihre dortige schauspielerische Leistung erhielt sie 2009 den Deutschen Filmpreis für die beste weibliche Hauptrolle.
2010 wurde sie für ihre Darstellung der Marianne in Philipp Dörings Kurzfilm Am anderen Ende bei den Babelsberger Medienpreisen mit dem Schauspielpreis ausgezeichnet und beim GRAND OFF als „Beste Schauspielerin“ geehrt.
Beim 33. Filmfestival Max Ophüls Preis vom 16. bis 22. Januar 2012 in Saarbrücken wurde Werner mit einem Kurzfilmprogramm geehrt und übernahm in dem preisgekrönten Kurzfilm Nagel zum Sarg die Hauptrolle. Der Kurzfilm Mädchenabend, in dem Werner an der Seite von Monika Lennartz spielte, wurde mit dem „Max Ophüls Kurzfilmpreis 2012“ ausgezeichnet.
Der Film Halt auf freier Strecke, in dem Werner mitwirkte, erhielt den Deutschen Filmpreis 2012 als „Bester Spielfilm in Gold“. Zusätzlich wurde der Familienfilm Wintertochter, in dem Werner in einer Hauptrolle zu sehen ist, als „Bester Kinderfilm“ ausgezeichnet.
Ab dem 19. September 2013 war Werner in der internationalen Kinoproduktion Zwei Leben – nominiert als deutscher Oscar-Anwärter –, vom 24. Oktober 2013 an im Kinderfilm Sputnik und ab dem 12. Dezember 2013 in dem deutschen Film Schwestern im Kino zu sehen.
Seit 2018 spielt Ursula Werner in der ARD-Krankenhausserie In aller Freundschaft die Rolle der Marlies Böhmer, die Oma von Hanna Globisch (Helena Pieske). Im gleichen Jahr war sie als Hape Kerkelings Großmutter Bertha in der Romanverfilmung Der Junge muss an die frische Luft auf der Kinoleinwand zu sehen. Sie erhielt für ihre Darstellung den Deutschen Schauspielpreis 2019 in der Kategorie Schauspielerin in einer komödiantischen Rolle. Im Januar 2023 war sie an der Seite von Ulrike Folkerts als Kommissarin Lena Odenthal im Tatort: Lenas Tante in der Titelrolle der Niki Odenthal zu sehen.

### Privates
Ursula Werner war von 1961 bis 1965 mit dem Regisseur und Autoren Helmut Nitzschke (1935–2025) verheiratet und hat mit ihm eine Tochter. Aus weiteren Beziehungen hat sie zwei Söhne. Mehrere Jahre war sie mit ihrem Schauspielkollegen Gottfried Richter (* 1947) liiert. 2014 veröffentlichte sie im Verlag Das Neue Berlin ihre Autobiografie unter dem Titel Immer geht’s weiter.... Werner lebt in Berlin-Prenzlauer Berg.

## Darstellung Ursula Werners in der bildenden Kunst
- Norbert Weinke: Bildnis der Schauspielerin Ursula Werner (schwarzer Kugelschreiber, 36,9 × 28,6 cm, 1982; Otto-Dix-Haus Gera)

## Filmografie

### Kino
- 1962: Unsere Straße – unsere Liebe
- 1967: Frau Venus und ihr Teufel
- 1969: Seine Hoheit – Genosse Prinz
- 1970: Netzwerk
- 1970: Weil ich dich liebe …
- 1974: Der nackte Mann auf dem Sportplatz
- 1977: Ein irrer Duft von frischem Heu
- 1977: Unterwegs nach Atlantis
- 1980: Glück im Hinterhaus
- 1981: Bürgschaft für ein Jahr
- 1981: Wäre die Erde nicht rund
- 1983: Insel der Schwäne
- 1985: Meine Frau Inge und meine Frau Schmidt
- 1988: Ich liebe dich – April! April!
- 1989: Grüne Hochzeit
- 2000: Die Polizistin
- 2002: Hundsköpfe
- 2004: Saniyes Lust
- 2004: Oegeln
- 2004: Land´s End
- 2005: Willenbrock
- 2008: Narrenspiel
- 2008: Wolke 9
- 2008: Über Wasser gehen
- 2009: Am anderen Ende
- 2011: Unten Mitte Kinn
- 2011: Wintertochter
- 2011: Halt auf freier Strecke
- 2011: Ein Teller Suppe
- 2012: Mädchenabend
- 2012: Sicher ist nichts
- 2012: Nagel zum Sarg
- 2013: Zwei Leben
- 2013: Sputnik
- 2013: Schwestern
- 2016: Die Hände meiner Mutter
- 2017: Sommerhäuser
- 2018: Der Junge muss an die frische Luft
- 2019: Als Hitler das rosa Kaninchen stahl
- 2022: Echo
- 2024: Zwei zu eins
- 2024: Im Rosengarten

### Fernsehen
- 1970: Fiete Stein
- 1972: Der Staatsanwalt hat das Wort: Alleingang (Fernsehreihe)
- 1973: Zement (Fernsehzweiteiler)
- 1975: Broddi
- 1975: Polizeiruf 110: Ein Fall ohne Zeugen (Fernsehreihe)
- 1976: Frau Jenny Treibel
- 1976: Die Trauerrede und andere heitere Begebenheiten
- 1976: Ein altes Modell
- 1977: Dantons Tod (Studioaufzeichnung)
- 1978: Ein Kolumbus auf der Havel
- 1978: Polizeiruf 110: Schuldig (Fernsehreihe)
- 1984: Drei Schwestern
- 1984: Ich liebe Victor
- 1985: Der verzauberte Weihnachtsmann
- 1986: Die Herausforderung
- 1987: Vater gesucht
- 1987: Jan Oppen
- 1987: Einzug ins Paradies
- 1987: Märchenzirkus
- 1988: Die verzauberten Brüder
- 1988: Stunde der Wahrheit
- 1989: Polizeiruf 110: Drei Flaschen Tokajer (Fernsehreihe)
- 1989: Eine Frau für drei
- 1990: Die Übergangsgesellschaft
- 1990: König Phantasios
- 1991: Lord Hansi
- 1992: Scheusal
- 1998: Tatort: Money! Money! (Fernsehreihe)
- 2001: Liebesau – Die andere Heimat (Fernsehvierteiler)
- 2001–2005: Schloss Einstein
- 2010: Bloch: Verfolgt (Fernsehreihe)
- 2011: SOKO Leipzig (Folge Geister)
- 2012: Mandy will ans Meer
- 2013: Hubert und Staller – Die ins Gras beißen
- 2013: Der Kriminalist (Folge Bettelflug)
- 2014: In aller Freundschaft (Folge Zug um Zug)
- 2014: Bornholmer Straße
- seit 2018: In aller Freundschaft (Fernsehserie, 7 Episoden)
- 2019: Tatort: Für immer und dich (Fernsehreihe)
- 2020: Ein starkes Team: Abgetaucht (Fernsehreihe)
- 2020: Wer einmal stirbt, dem glaubt man nicht (Fernsehfilm)
- 2020~2021: Warten auf’n Bus (Fernsehserie, 2 Episoden)
- 2021: Der Palast (Fernsehserie, 6 Episoden)
- 2023: Tatort: Lenas Tante (Fernsehreihe)
- 2023: Weil wir Champions sind (Fernsehfilm)
- 2024: Querschuss
- 2025: Marzahn Mon Amour

## Theater
- 1972: Ulrich Plenzdorf: Die neuen Leiden des jungen W. (Charlotte) – Regie: Horst Schönemann (Landestheater Halle)
- 1974: Manfred Streubel: Ratcliff rechnet ab (Maria) – Regie: Karl Gassauer (Maxim-Gorki-Theater Berlin)
- 1975: Alexander Wampilow: Der ältere Sohn (Nina) – Regie: Piet Drescher (Maxim-Gorki-Theater Berlin)
- 1976: Franz Xaver Kroetz: Maria Magdalena (Marie) – Regie: Karl Gassauer(Maxim-Gorki-Theater Berlin)
- 1977: Ödön von Horváth: Kasimir und Karoline (Elli) – Regie: Wolfram Krempel (Maxim-Gorki-Theater Berlin)
- 1978: Gerhart Hauptmann: Einsame Menschen (Frau Lehmann) – Regie: Thomas Langhoff (Maxim-Gorki-Theater Berlin)
- 1979: Anton Tschechow: Drei Schwestern (Mascha) – Regie: Thomas Langhoff (Maxim-Gorki-Theater Berlin)
- 1980: Rudi Strahl: Er ist wieder da (Katharina) – Regie: Karl Gassauer (Maxim-Gorki-Theater Berlin)
- 1981: Wiktor Rosow: Das Nest des Auerhahns (Iskra) – Regie: Albert Hetterle (Maxim-Gorki-Theater Berlin)
- 1982: Maxim Gorki: Kleinbürger (Jelena Nikolajewna) – Regie: Albert Hetterle (Maxim-Gorki-Theater Berlin)
- 1983: Molière: Die gelehrten Frauen (Belise) – Regie: Karl Gassauer (Maxim-Gorki-Theater Berlin)
- 1984: Anton Tschechow: Platonow (Anna Petrowna Wojnizewa) – Regie: Thomas Langhoff (Maxim-Gorki-Theater Berlin)
- 1985: Tadeusz Różewicz: Die Falle (Grete) – Regie: Rolf Winkelgrund (Maxim-Gorki-Theater Berlin)
- 1986: Ultich Plenzdorf: Ein Tag länger als ein Leben (Ukubala) – Regie: Siegfried Höchst (Maxim-Gorki-Theater Berlin)
- 1987: Carlo Goldoni: Der Campiello (Donna Pasqua Polegana) – Regie: Hartwig Albiro (Maxim-Gorki-Theater Berlin)
- 1988: Volker Braun: Die Übergangsgesellschaft (Mascha) – Regie: Thomas Langhoff (Maxim-Gorki-Theater Berlin)
- 1989: Peter Turrini: Der tollste Tag (Gräfin Almaviva) – Regie: Karl Gassauer (Maxim-Gorki-Theater Berlin)
- 1990: Sławomir Mrożek: Porträt (Psychiaterin) – Regie: Bernd Weißig (Maxim-Gorki-Theater Berlin)
- 1991: Caryl Churchill: Top Girls (Dame Nijo Joyce) – Regie: Siegfried Höchst (Maxim-Gorki-Theater Berlin)
- 1992: Maxim Gorki: Wassa Schelesnowa (Wassa Schelesnowa) – Regie: Rolf Winkelgrund (Maxim-Gorki-Theater Berlin)
- 1993: Edward Bond: Sommer (Marthe) – Regie: Carl-Hermann Risse (Maxim-Gorki-Theater Berlin)
- 1994: Thomas Bernhard: Am Ziel (Mutter) – Regie: Karl Gassauer (Maxim-Gorki-Theater Berlin)
- 1995: Tony Kushner: Slawen (Erste Babuschka) – Regie: Uwe Eric Laufenberg (Maxim-Gorki-Theater Berlin)
- 1997: Gerhart Hauptmann: Die Ratten – Regie: Uwe Eric Laufenberg (Maxim-Gorki-Theater Berlin)
- 1998: Tennessee Williams: Die Katze auf dem heißen Blechdach (Big Mama) – Regie: Johannes Lepper (Maxim-Gorki-Theater Berlin)
- 1999: Botho Strauß: Kalldewey, Farce – Regie: Mark Zurmühle (Maxim-Gorki-Theater Berlin)
- 2000: Anton Tschechow Die Möwe (Irina Nikolajewna Arkadina, Schauspielerin) – Regie: Katharina Thalbach (Maxim-Gorki-Theater Berlin)
- 2001: Carl Sternheim: Die Kassette (Elsbeth Treu) – Regie: Erich Sidler (Maxim-Gorki-Theater Berlin)
- 2002: Alexander Ostrowski: Wölfe und Schafe (Merópia Mursawézkaja) – Regie: Volker Hesse (Maxim-Gorki-Theater Berlin)
- 2003: Clare Boothe Luce: Damen der Gesellschaft – Regie: Adriana Altaras (Maxim-Gorki-Theater Berlin)
- 2004: Gerhart Hauptmann: Vor Sonnenuntergang – Regie: Volker Hesse (Maxim-Gorki-Theater Berlin)
- 2005: Eduard Künneke/ Andreas Bisowski: Glückliche Reise (Margarethe Lüsebrink) – Regie: Bernd Mottl (Maxim-Gorki-Theater Berlin)
- 2006: Kathrin Röggla: Draussen tobt die Dunkelziffer – Regie: Stephan Müller (Maxim-Gorki-Theater Berlin)
- 2007: Gerhart Hauptmann: Der Biberpelz – Regie: Ronny Jakubaschk (Maxim-Gorki-Theater Berlin)
- 2008: Tom Lanoye: Mefisto forever – Regie: Armin Petras (Maxim-Gorki-Theater Berlin)
- 2013: Dea Loher: Erklär mir das Leben – Regie: Thomas Schmauser (Münchner Kammerspiele)
- 2018: Bertolt Brecht: Mutter Courage und ihre Kinder – Regie: Thomas Schmauser (Münchner Kammerspiele)
- 2018: Fritz Kater: BUCH (5 Ingredientes de la vida) – Regie: Armin Petras (Münchner Kammerspiele)

## Hörspiele
- 1973: Irene Rajala: Die Viehmagd und das Gespenst auf dem Hof (Viehmagd) – Regie: Walter Niklaus (Hörspiel – Rundfunk der DDR)
- 1975: Lothar Kleine: Michael Gaismair oder Neun Sätze aus der Heiligen Schrift (Magdalena, seine Frau) – Regie: Werner Grunow (Hörspiel – Rundfunk der DDR)
- 1981: Alexander Kuprin: Olessja (Olessja) – Regie: Norbert Speer (Kinderhörspiel – Rundfunk der DDR)
- 1985: Gerhart Hauptmann: Vor Sonnenuntergang (Inken Peters) – Regie: Walter Niklaus (Hörspiel – Rundfunk der DDR)
- 1986: Michael Kautz: Gisa (Gisa) – Regie: Werner Grunow (Hörspiel – Rundfunk der DDR)
- 1987: Georg Hirschfeld: Pauline (Pauline) – Regie: Werner Grunow (Hörspiel – Rundfunk der DDR)
- 1988: Anna Seghers: Grubetsch (Marie) – Regie: Walter Niklaus (Hörspiel – Rundfunk der DDR)
- 1989: Ursula Ullrich: Traumpferdreiten oder: Wo kommen bloß die Babies her? (Mutti) – Regie: Karin Lorenz (Kinderhörspiel – Litera)
- 1992: Gerhard Rentzsch: Szenen aus deutschen Landen, eingeleitet und mit Zwischenberichten versehen über die Reise eines Mannes mit Pappkarton (Frau) – Regie: Walter Niklaus (Hörspielreihe: Augenblickchen Nr. 4 – DS Kultur/BR)
- 1996: Franz Zauleck: Olga bleibt Olga (Mama) – Regie: Karlheinz Liefers (Kinderhörspiel – DLR Berlin)
- 2004: Holger Siemann: Mordspiel (Telefonstimme) – Regie: Christa Kowalski (Kriminalhörspiel – RBB)
- 2006: Peter Stamm:  Treibgut (Hoteliere) – Regie: Andrea Getto (Hörspiel – RBB)
- 2010: Holger Siemann: Alles ist Erpel (Omi) – Regie: Gabriele Bigott (Hörspiel – RBB)
- 2018: Lucas Derycke/Wederik De Backer: Leopoldpark (Katrin) – Regie: Wederik De Backer/Lucas Derycke (Hörspiel – WDR)[19]
- 2019: Anna Basener: Die juten Sitten (Minna) – Regie: Anja Herrenbrück (Hörspiel – Audible Original, Berlin)
- 2023: Torsten Schulz: Öl und Bienen (Muttsch) – Bearbeitung: Andrea Czesienski, Regie: Dunja Arnaszus (Hörspiel – RBB)

## Synchronrollen (Auswahl)
Quelle: Deutsche Synchronkartei
| Schauspielerin        | Film/Serie                                    | Rolle          |
| --------------------- | --------------------------------------------- | -------------- |
| Alicja Jachiewicz     | Wo das Wasser klar und das Gras noch grün ist | Kuriatas Frau  |
| Celia Imrie           | Mary Shelley’s Frankenstein                   | Mrs. Moritz    |
| Maggie Smith          | Quartett                                      | Jean Horton    |
| Dora Baret            | Sofia                                         | Sofia          |
| Kathryn Card          | Drei kleine Biester (2. Synchro für TV 1997)  | Jonesy         |
| Natalja Arinbassarowa | Sehnsucht nach Djamila                        | Djamila        |
| Pam Ferris            | Luther (Fernsehserie)                         | Baba           |
| Veronika Forejtova    | Prinz Goldkörnchen                            | Valentina      |
| Hannelore Bey         | Darf ich Petruschka zu dir sagen?             | Charlotte      |
| Dame Maggie Smith     | Downton Abbey II: Eine neue Ära               | Violet Crawley |

## Autobiografie
- Immer geht’s weiter... Verlag Das Neue Berlin, Berlin 2014, ISBN 978-3-360-02115-1.

## Auszeichnungen
- 1989: Goethepreis der Stadt Berlin
- 2008: Nominierungen für den Bambi 2008 als beste Schauspielerin International und Europäischen Filmpreis 2008 als Beste Darstellerin für Wolke Neun
- 2008: Prix Tudor Best Female Performance beim Geneva Cinéma Tout Ecran
- 2008: Coup de Coeur bei den Internationalen Filmfestspielen von Cannes
- 2008: Bayerischer Filmpreis als Beste Darstellerin für Wolke Neun; Begründung der Jury: „Die exzellente Schauspielerin Ursula Werner gewährt uns in Andreas Dresens Film Wolke 9 einen ehrlichen Blick auf Liebe und Sexualität im Alter. Ihr mutiges, offenes und glaubhaftes Spiel wirkt in seiner Kompromisslosigkeit auf den Zuschauer befreiend und zeigt, dass Liebe alterslos ist.“
- 2009: Deutscher Filmpreis als Beste Hauptdarstellerin für Wolke Neun
- 2010: GRAND OFF Filmpreis 2010 als Beste Schauspielerin für Am anderen Ende
- 2019: Deutscher Schauspielpreis in der Kategorie Schauspielerin in einer komödiantischen Rolle für Der Junge muss an die frische Luft[21]
- 2023: Deutscher Schauspielpreis in der Kategorie Schauspieler in einer episodischen Rolle für Doktor Ballouz – Leere Seiten[22]